# ۱۸۰۵
۱۸۰۵ (میلادی) هزار و هشتصد و پنجمین سال تقویم میلادی است.

## زادروزها
- ۴ اوت - ویلیام همیلتون، ریاضی‌دان و فیزیک‌دان ایرلندی
- ۲ آوریل – هانس کریستیان آندرسن، از معروف‌ترین داستان نویسان جهان‌زاده دانمارک (د. ۱۸۷۵)
- ۲۲ ژوئن – جوزپه ماتزینی، ژورنالیست، فیلسوف، نویسنده، و سیاست‌مدار ایتالیایی (د. ۱۸۷۲)
- ۲۹ ژوئیه – الکسی دو توکویل، الکسی دو توکویل (د. ۱۸۵۹)
- ۱۴ نوامبر – فانی مندلسون، آهنگساز و پیانیست آلمانی (د. ۱۸۴۷)

## درگذشتگان
- ۲۱ اکتبر - هوریشیو نلسون، دریاسالار انگلیسی (ت. ۱۷۵۸)
- ۲۵ مه – ویلیام پیلی، الهی‌دان و فیلسوف بریتانیایی (ز. ۱۷۴۳)
- ۲۸ مه – لویجی بوکرینی، آهنگساز ایتالیایی (ز. ۱۷۴۳)